# Johann Georg Hartmann (Hofbeamter)

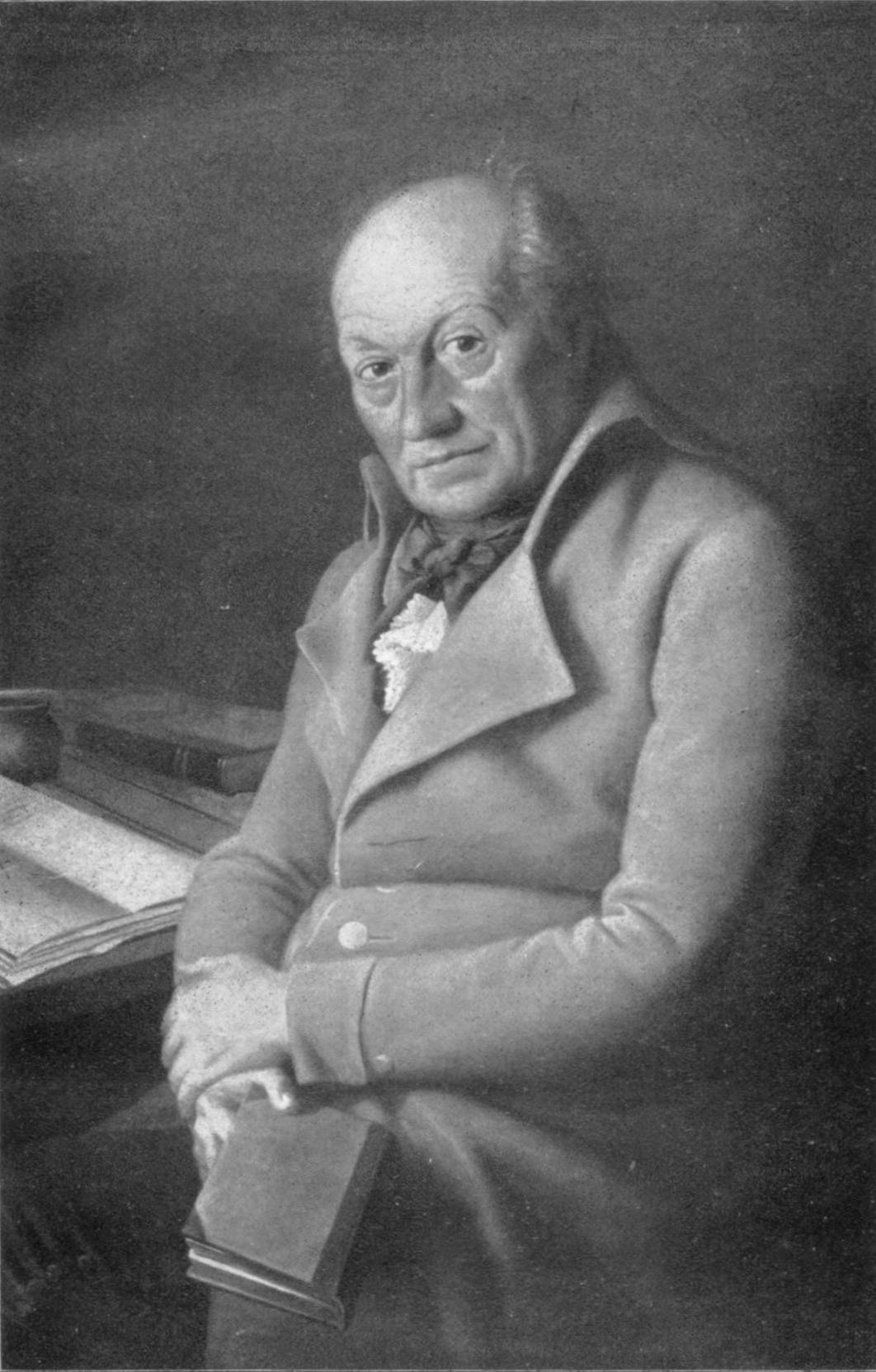
Johann Georg Hartmann

Johann Georg Hartmann (* 19. Februar 1731 in Plieningen bei Stuttgart; † 9. Juni 1811 in Stuttgart) war ein württembergischer Hof- und Domänenrat.

## Familie
Johann Georg Hartmann war der Sohn des herzoglich-württembergischen Oberstutenmeisters am Hauptgestüt Marbach Georg Hartmann (1710–1796) und der Magdalena geb. Koch (* 1708), der Tochter des Müllers Otto Leonhard Koch. 
1761 heiratete er in Marbach Juliane Friederike geb. Spittler (1739–1799). Sie hatten elf Kinder (sieben Söhne und vier Töchter), wobei ein Sohn und zwei Töchter früh verstarben. Darunter waren August von Hartmann, Staatsrat und Präsident der Oberrechnungskammer; Ludwig von Hartmann, Industriepionier und Gründer der Hartmann-Firmengruppe;  Friedrich von Hartmann, Arzt und Naturforscher (Paläontologe), sowie Ferdinand Hartmann, Direktor der Kunstakademie in Dresden.

## Leben und Werk
Hartmann besuchte das Gymnasium in Stuttgart und machte dann eine Schreiberlehre. 1753 wurde er zum Fourageverwalter am königlichen Marstall in Stuttgart bestellt. Sein beruflicher Aufstieg als Kameralist verlief steil, bereits 1761 wurde er Kammerrat. 1767 ernannte man ihn zum wirklichen Rat im Rentkammerkollegium. Unter anderem war er für das Referat für Marstall- und Gestütssachen zuständig. Seit 1789 führte er die Amtsbezeichnung Hof- und Domänenrat. Das Verhältnis zwischen Hartmann und dem schwierigen Herzog Carl Eugen war nicht ungetrübt. Trotzdem hatte er 1781 ein lockendes Angebot in die Dienste Friedrichs des Großen abgelehnt. 1806 wurde er durch König Friedrich in zurücksetzender Form in den Ruhestand entlassen. 
Hartmanns wirkliche Bedeutung lag in der Würde seiner Persönlichkeit. Ohne selbst künstlerisch oder dichterisch produktiv zu sein verstand er es trotz finanziell bescheidener Lage, sein Haus in Stuttgart zu einem einzigartigen Mittelpunkt des geistig literarischen Lebens seiner Zeit zu machen. Im Hartmannschen Haus verkehrten unter anderem der Dichter und Philosoph Karl Philipp Conz, der Dichter und Journalist Christian Friedrich Daniel Schubart, die Epigrammatiker Friedrich Christoph Weisser und Friedrich Haug, die Künstler Nicolas Guibal und J. G. Müller. Häufiger Gast war Johann Kaspar Schiller, dessen Buch über Obstbaumzucht Hartmann redigierte. Als Schillers Sohn, der Dichter Friedrich Schiller, 1793 zum ersten Besuch nach Stuttgart kam, suchte er zuerst Hartmann auf, der ihm eine Wohnung besorgte und fast täglich mit ihm zusammen war. Schon 1779 waren Herzog Karl August von Weimar und Goethe, aus der Schweiz kommend an ihn gewiesen worden und von ihm eine Woche lang in Stuttgart und Umgebung begleitet worden. Auch Friedrich Nicolai besuchte bei seiner Reise nach Süddeutschland 1781 Johann Georg Hartmann und pries in seiner Reisebeschreibung dessen wissenschaftliche Einsichten und persönliche Güte. 
Hartmann war 1774 Gründungsmitglied der Stuttgarter Freimaurerloge Zu den drei Cedern bis zu ihrer Auflösung im Jahr 1784 und dem kurz darauf erfolgtem Verbot der Freimaurerei in Württemberg durch Herzog Carl Eugen. Außerdem war er Mitglied der gelehrten Gesellschaften in Ludwigsburg, Petersburg, Zürich und Bern. Durch verschiedene Veröffentlichungen, in erster Linie über Pferdezucht, hatte er sich weit über Württemberg hinaus einen Namen gemacht. Die wenigen Jahre des Ruhestandes füllte er mit wissenschaftlichen Arbeiten aus. Das meiste blieb allerdings ungedruckt. Von einer jahrzehntelang betriebenen Sammlung der württembergischen Gesetze konnte er nur die Ehe- und Kirchengesetze in 4 Bänden zum Druck bringen, drei davon auf eigene Kosten.